# Eurovisiesongfestival 1981
Het Eurovisiesongfestival 1981 was het zesentwintigste Eurovisiesongfestival en vond plaats op 4 april 1981 in Dublin, Ierland.
Het programma werd gepresenteerd door Doireann Ní Bhríain.
Van de 20 deelnemende landen won Verenigd Koninkrijk met het nummer Making your mind up, uitgevoerd door Bucks Fizz.
Dit lied kreeg 136 punten, 11,7% van het totale aantal punten.
Met 132 punten werd Duitsland tweede, gevolgd door Frankrijk op de derde plaats met 125 punten.

## Interludium
Planxty verzorgde het interludium.

## Puntentelling

### Stemstructuur
Net als vorig jaar werden in de nationale jury punten toegekend aan elk liedje. Het liedje met het meest aantal stemmen, kreeg twaalf punten. De tweede keus kreeg tien punten en de derde plaats tot en met tiende plaats kregen acht tot en met één punten. Stemmen op het eigen land is niet toegestaan.

### Score bijhouden
De score werd bijgehouden op een scorebord dat in de zaal hing, boven een klein podium dat speciaal voor de puntentelling was ingericht.
De deelnemende landen stonden in het Engels op het bord.
Achter elk land stond het totaal aantal punten
Voor elk land was een rode lamp aangebracht.
Als een land punten kreeg, ging de rode lamp branden voor het betreffende land. Zodra de volgende punten genoemd werden, ging het licht weer uit.
De presentatrice stond op het kleine podicum, schuin onder het scorebord.
Nadat een land alle punten had gegeven, knipperde het totaal en het rode lampje voor de landnaam van de koploper op het scorebord.

### Stemmen
Het bellen van de landen ging op volgorde van deelname.
Het geven van de punten gebeurde in volgorde van laag naar hoog, niet meer in volgorde van optreden.
De vertegenwoordiger van het land noemde het land en het aantal punten in het Engels of Frans.
De presentatrice herhaalde dit in de taal waarin de punten gegeven werden
om daarna beide gegevens in de andere taal te herhalen.
Daarbij werd zowel in het Engels als het Frans points gebruikt.

### Beslissing
Als laatste land was Zweden aan de beurt. Koploper was het Verenigd Koninkrijk met 128 punten, gevolgd door Duitsland en Zwitserland, elk met 120 punten. Zweden gaf één punt aan Zwitserland en 8 punten aan het Verenigd Koninkrijk. De 12 punten voor Duitsland maakten toen niet meer uit voor de winnaar.

### Resultaat
| Plaats | Land                | Artiest                        | Titel                          | Punten |
| ------ | ------------------- | ------------------------------ | ------------------------------ | ------ |
| 1      | Verenigd Koninkrijk | Bucks Fizz                     | Making your mind up            | 136    |
| 2      | Duitsland           | Lena Valaitis                  | Johnny Blue                    | 132    |
| 3      | Frankrijk           | Jean Gabilou                   | Humanahum                      | 125    |
| 4      | Zwitserland         | Peter, Sue & Marc              | Io senza te                    | 121    |
| 5      | Ierland             | Sheeba                         | Horoscopes                     | 105    |
| 6      | Cyprus              | Island                         | Monica                         | 69     |
| 7      | Israël              | Hakol Over Habibi              | Halailah                       | 56     |
| 8      | Griekenland         | Yiannis Dimitras               | Feggari kalokerino             | 55     |
| 9      | Nederland           | Linda Williams                 | Het is een wonder              | 51     |
| 10     | Zweden              | Björn Skifs                    | Fångad i en dröm               | 50     |
| 11     | Denemarken          | Tommy Seebach & Debbie Cameron | Krøller eller ej               | 41     |
| 11     | Luxemburg           | Jean-Claude Pascal             | C'est peut-être pas l'Amérique | 41     |
| 13     | België              | Emly Starr                     | Samson                         | 40     |
| 14     | Spanje              | Bacchelli                      | Y sólo tú                      | 38     |
| 15     | Joegoslavië         | Seid Memić-Vajta               | Leila                          | 35     |
| 16     | Finland             | Riki Sorsa                     | Reggae O.K.                    | 27     |
| 17     | Oostenrijk          | Marty Brem                     | Wenn du da bist                | 20     |
| 18     | Turkije             | Modern Folk Trio & Ayşegül     | Dönme dolap                    | 9      |
| 18     | Portugal            | Carlos Paião                   | Playback                       | 9      |
| 20     | Noorwegen           | Finn Kalvik                    | Aldri I livet                  | 0      |

## Deelnemers

### Terugkerende artiesten
| Land                | Artiest                                  | Plaats | Eerdere deelname                                  | Plaats toen |
| ------------------- | ---------------------------------------- | ------ | ------------------------------------------------- | ----------- |
| Denemarken          | Tommy Seebach (samen met Debbie Cameron) | 11     | Denemarken 1979                                   | 6           |
| Ierland             | Maxi (deel van Sheeba)                   | 5      | Ierland 1973                                      | 10          |
| Luxemburg           | Jean-Claude Pascal                       | 11     | Luxemburg 1961                                    | 1           |
| Oostenrijk          | Marty Brem                               | 17     | Oostenrijk 1980 (deel van Blue Danube)            | 8           |
| Verenigd Koninkrijk | Cheryl Baker (deel van Bucks Fizz)       | 1      | Verenigd Koninkrijk 1978 (deel van Co-Co)         | 11          |
| Zweden              | Björn Skifs                              | 10     | Zweden 1978                                       | 14          |
| Zwitserland         | Peter, Sue & Marc                        | 4      | Zwitserland 1971                                  | 12          |
| Zwitserland         | Peter, Sue & Marc                        | 4      | Zwitserland 1976                                  | 4           |
| Zwitserland         | Peter, Sue & Marc                        | 4      | Zwitserland 1979 (samen met Pfuri, Gorps & Kniri) | 10          |

### Nationale keuzes
Milk & Honey die twee jaar eerder aan de zijde van Gali Atari het festival nog wonnen voor Israël deden nu solo mee aan Kdam maar werden 4de. Markku Aro probeerde opnieuw tevergeefs om Finland te vertegenwoordigen, 10 jaar geleden was hij er wel in geslaagd. Ex-winnares Frida Boccara deed al voor de 2de opeenvolgende keer mee in de Franse preselectie, dit keer werd ze 4de. In Nederland deed Ben Cramer (Eurovisiesongfestival 1973) opnieuw mee aan het Nationaal Songfestival. In Ierland werd Nicola Kerr 5de, in 1977 was zij een van de Plus Two die de Swarbriggs vergezelden. Teresa Miguel en Fatima Padinho van de Portugese groep Gemini eindigden nu 4de voor de groep Doce, ook van de partij was José Cid die vorig jaar 7de werd. Stella deed mee in België, in 1977 deed ze ook al mee in de groep Dream Express en in 1970 zong ze voor Nederland in de groep Hearts of Soul.

### Terugtrekkende landen
- Marokko: na een debuut in 1980 trekt Marokko zich terug uit het Eurovisiesongfestival, met name de Marokkaanse koning was niet blij met de teleurstellende eindscore van zijn land (zie ook Marokko op het Eurovisiesongfestival).
- Italië (zie ook Italië op het Eurovisiesongfestival)

### Debuterende landen
- Cyprus debuteerde in 1981 (zie ook Cyprus op het Eurovisiesongfestival).

### Terugkerende landen
- Israël (zie ook Israël op het Eurovisiesongfestival)
- Joegoslavië (zie ook Joegoslavië op het Eurovisiesongfestival)

### Kaart

Deelnemende landen
Landen die al meegedaan hebben maar niet meedoen